# Eleocharis paradoxa
Eleocharis paradoxa är en halvgräsart som beskrevs av Y.D.Chen. Eleocharis paradoxa ingår i släktet småsäv, och familjen halvgräs. Inga underarter finns listade i Catalogue of Life.